# Petrus Mattheus Pertat
 (octobre 2012).
Petrus Mattheus Pertat, né le 20 septembre 1744 à Amsterdam et mort en Allemagne à une date inconnue, est un homme politique néerlandais.

## Biographie
Petrus Mattheus Pertat est courtier à Amsterdam lorsqu'éclate la Révolution batave, au début de l'année 1795. Le 11 juillet 1796, il entre à l'Assemblée nationale de la République batave en remplacement de Johan Valckenaer, démissionnaire le 27 mai. Il est réélu par les habitants de Leyde à l'assemblée en août 1797 et entre au comité constitutionnel, chargé de rédiger la constitution de la République batave.
Unitariste, il participe au coup d'État fomenté par Pieter Vreede et Wijbo Fijnje le 22 janvier 1798. Bien qu'écarté après le coup d'État modéré du 12 juin, il est élu député d'Enkhuizen le 21 décembre 1798 au Corps législatif. 
Il n'est pas conservé après la réforme constitutionnelle du 16 octobre 1801 et la mise en place de la Régence d'État. 